# Pacto de não agressão anglo-tailandês
O Pacto de Não Agressão Anglo-Tailandês foi concluído em Bangkok em 12 de junho de 1940 entre os governos do Reino Unido e do Reino da Tailândia. Foi firmado como parte da política britânica de se abster de resistir pela força às ações do Império Japonês no Leste Asiático, visto que a Tailândia estava prestes a se tornar aliada do Japão.
As ratificações foram trocadas em Bangkok em 31 de agosto de 1940 e o pacto entrou em vigor no mesmo dia. Foi designado para permanecer em vigor por cinco anos, a menos que fosse prorrogado. O pacto foi registrado na League of Nations Treaty Series em 6 de junho de 1941.
Apesar do pacto, a Tailândia declarou guerra ao Reino Unido em 25 de janeiro de 1942.

## Contexto
Após a invasão japonesa da China em 1937, a política britânica no Leste Asiático encontrava-se em estado de confusão. O governo britânico opôs-se às políticas expansionistas japonesas, mas, naquele momento, não estava em condições de combater militarmente, especialmente após o Incidente de Tientsin. Como resultado, desenvolveu uma política de não reconhecer legalmente as mudanças introduzidas pelas ações japonesas, mas, ao mesmo tempo, abster-se de antagonizar o governo japonês por meio de resistência real. Essa política tornou-se evidente na chamada fórmula Craigie-Arita, de julho de 1939, pela qual o governo britânico se absteve de se opor abertamente às ações militares japonesas na China.
Essa situação continuou após a eclosão da Segunda Guerra Mundial na Europa, em setembro de 1939. Em 18 de julho de 1940, o governo britânico aceitou as exigências japonesas de fechamento da Estrada da Birmânia por três meses para impedir o fornecimento de suprimentos de guerra à China. Além disso, o governo da Tailândia estava se alinhando com o Império Japonês. Durante a batalha da França (maio-junho de 1940), o governo britânico tornou-se extremamente cauteloso nessa política e concluiu o pacto com Bangkok para não antagonizar Tóquio.

## Termos
O tratado continha seis artigos, são eles:
- Artigo 1: estipulava que os governos britânico e tailandês não recorreriam à guerra entre si.
- Artigo 2: previa a rescisão do pacto caso os governos britânico ou tailandês cometessem um ato de agressão contra uma terceira parte.
- Artigo 3: anulava qualquer obrigação anterior dos governos britânico ou tailandês de auxiliar uma terceira parte em uma guerra contra outra.
- Artigo 4: estipulava que nada no pacto anulava as obrigações legais decorrentes do Pacto da Liga das Nações.
- Artigo 5: previa que os dois governos comprometem-se a não perturbar o controle mútuo sobre os seus territórios.
- Artigo 6: previa a ratificação do pacto.